# Chiesa dei Santi Luca e Abbondio
La chiesa parrocchiale dei Santi Luca e Abbondio è un edificio religioso che si trova ad Avegno, frazione di Avegno Gordevio in Canton Ticino.

## Storia
La chiesa venne fondata nel 1250. Sul finire del XVI secolo venne trasformata a tre navate. Nel 1857 la navata centrale venne alzata e ne venne costruito un nuovo soffitto.

## Descrizione
La chiesa si presenta con una pianta a tre navate, sovrastate da una volta a crociera. Sul coro si trova una cupola ed una volta a botte lunettata.

## Organo a canne
A pavimento nella prima campata della navata laterale di sinistra, si trova l'organo a canne, costruito dalla ditta Anselmi-Tamburini nel 1983 e modificato da Italo Marzi nel 1995. A trasmissione integralmente meccanica, dispone di 16 registri. Il materiale fonico è racchiuso entro una cassa di fattura geometrica, con prospetto costituito da tre cuspidi di canne di principale alloggiate ciascuna entro una campitura con profilo superiore triangolare; la consolle è a finestra ed ha due tastiere e pedaliera, con i registri azionati da manette a scorrimento laterale poste in due colonne ai lati dei manuali.